# Molucktrast
Molucktrast (Turdus deningeri) är en fågel i familjen trastar inom ordningen tättingar.

## Utbredning och systematik
Molucktrasten förekommer i Salomonöarna. Den delas in två underarter med följande utbredning:
- Turdus deningeri deningeri – bergstrakter på Seram i östcentrala Moluckerna
- Turdus deningeri kulambangrae – bergstrakter på Taliabu i västra Sulaöarna, öster om Sulawesi

Tidigare kategoriserades den som del av Turdus poliocephalus, men denna har efter studier delats upp i ett antal arter, bland annat salomontrast.

## Status
IUCN erkänner den inte som art, varför dess hotstatus inte bedömts.